# Schloss Médavy

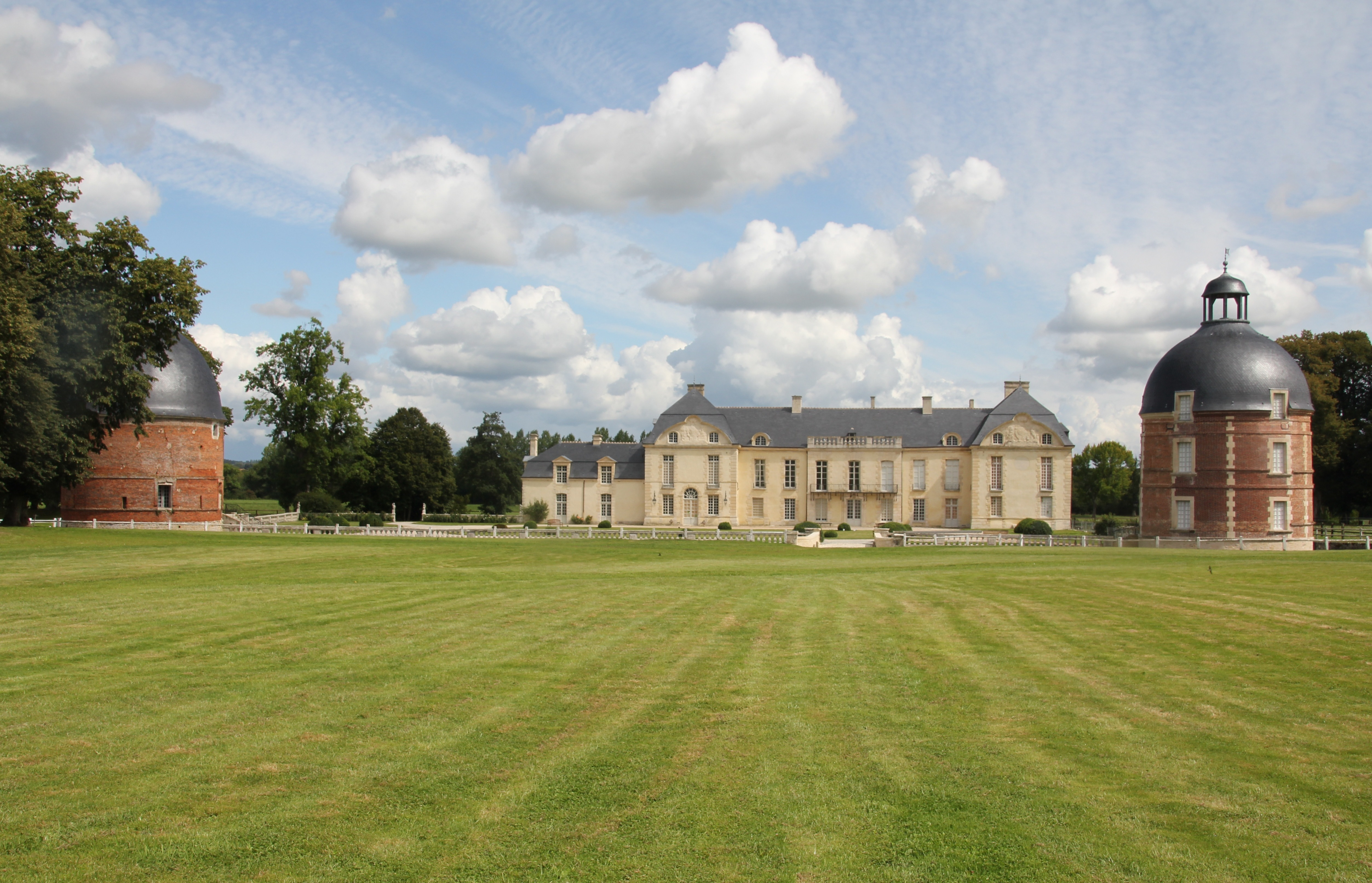
Schloss Médavy, Ansicht von Südwesten

Das Schloss Médavy (französisch Château de Médavy) ist eine barocke Schlossanlage am nordöstlichen Rand der normannischen Gemeinde Médavy im Département Orne. Es liegt unmittelbar am linken Ufer des Flusses Orne, der den Schlossgraben speist.
Die gesamte Anlage steht mitsamt einem Teil ihres Schlossgartens als Monument historique unter Denkmalschutz. Die erste Eintragung einiger Schlossbereiche in die französische Denkmalliste erfolgte am 22. Oktober 1926, ehe die Gesamtanlage am 7. Juli 1989 unter Schutz gestellt wurde. Sie kann im Juli und August täglich besichtigt werden, darunter auch das strahlenförmig verlegte Parkett im großen Salon des Hauptgebäudes, das in seiner Form einzigartig in Frankreich ist.

## Geschichte

### Die Anfänge
Am heutigen Standort existierte bereits im 11. Jahrhundert ein erstes festes Haus, das die Überfahrt über die Orne überwachte. Sein erster namentlich bekannter Besitzer war der Gouverneur von Alençon, Hugues de Médavy, der im Jahr 1113 urkundlich erwähnt wurde. 1137 gehörte das Haus Robert de Médavy. Die erste wehrhafte Anlage wurde vielleicht zwischen 1417 und 1449 im Hundertjährigen Krieg zerstört. Sicher ist, dass sie irgendwann vor dem 16. Jahrhundert durch eine größere Burg ersetzt wurde. Danach bestand die Anlage aus einem viereckigen, von einer Ringmauer und einem Wassergraben umgebenen Areal, dessen vier Ecken von wuchtigen Rundtürmen bewacht wurden. Im Schutze der Ringmauer standen innerhalb des Gevierts ein Wohnbau, ein Bergfried und eine Burgkapelle, die zugleich Begräbnisstätte der Burgherren war.

### Mittelalter und Frühe Neuzeit
Die Burg Médavy gelangte durch die Heirat der Erbtochter Marie Larçonneur, dame de Médavy, im Jahr 1424 mit dem Gouverneur von Argenton und Mundschenk des Herzogs von Alençon, Jean Rouxel, an dessen Familie. Diese nannte sich nachfolgend Rouxel de Médavy und blieb fast 300 Jahre lang Eigentümerin der Anlage, deren Landbesitz sie durch Zukäufe vergrößerte. Ab der zweiten Hälfte des 16. Jahrhunderts stieg die Familie durch militärische Taten ihrer männlichen Mitglieder am Pariser Hof zu Ruhm und Ehre auf und wusste durch vorteilhafte Heiraten Einfluss und Reichtum zu mehren. So heiratete Pierre de Médavy 1588 Françoise de Hautemer, die Tochter des späteren französischen Marschalls Guillaume de Hautemer, Graf von Grancey, nach dessen Tod der Grafentitel an die Familie Rouxel überging. Für den Bräutigam erhob König Heinrich III. die Seigneurie 1596 zur Baronie.

### 17. Jahrhundert

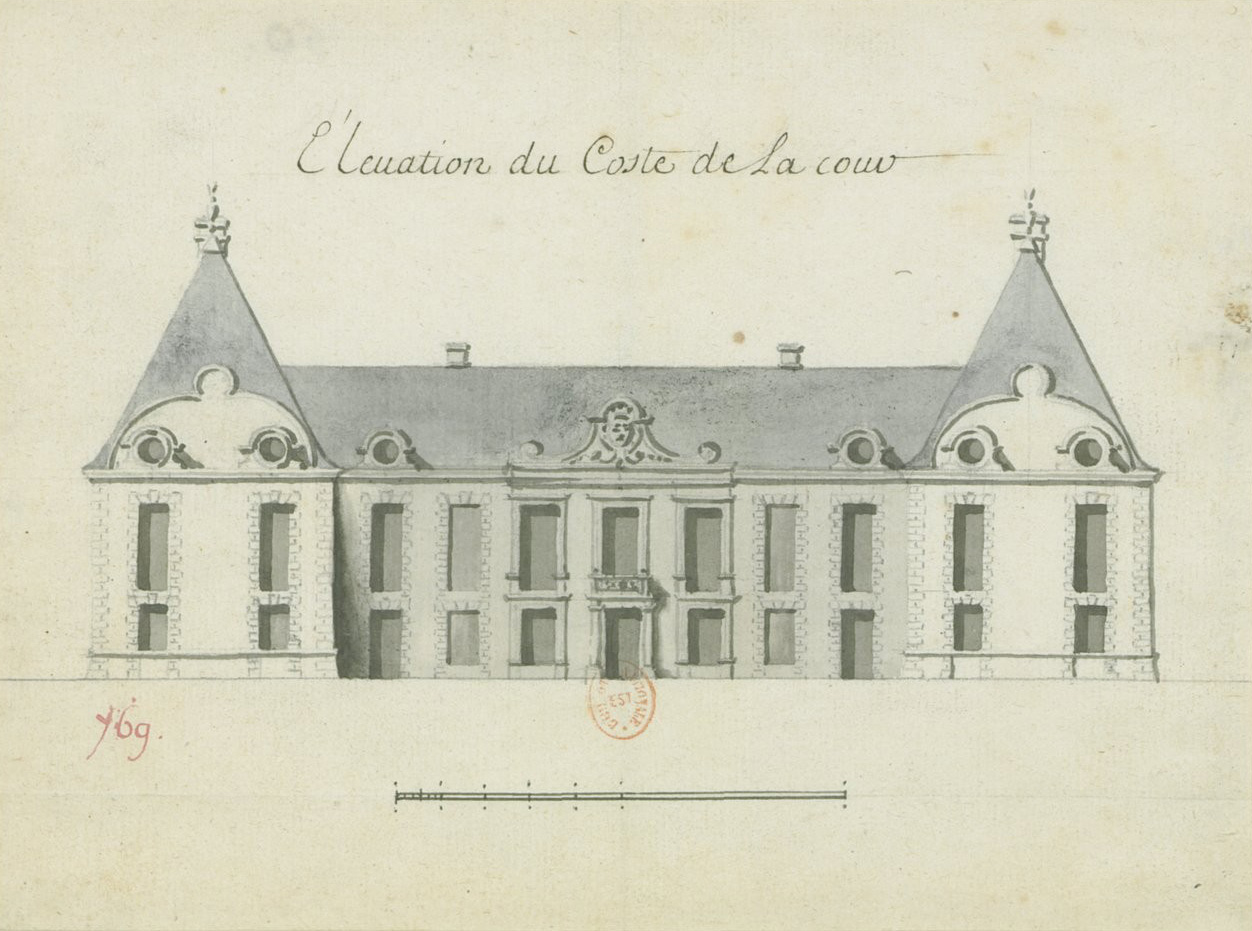
Zeichnung des Schlosses aus dem Jahr 1680

Im Jahr 1626 stürzte der Sankt-Jakobus-Turm (französisch Tour Saint-Jacques), einer der vier mächtigen Ecktürme der Burg, ein, die um 1630 auf Geheiß des Königs – wie alle anderen nicht königlichen Befestigungen in Frankreich auch – vollständig entwehrt werden musste. Der als Pulvermagazin genutzte Bergfried der Anlage wurde bei einer Explosion derart stark beschädigt, dass seine nicht mehr brauchbaren Reste 1642 niedergelegt wurden.
1651 stieg Jacques Rouxel de Médavy zu höchsten militärischen Ehren auf, als Ludwig XIII. ihn zum Marschall von Frankreich ernannte. Jacques ließ die noch vorhandenen Ecktürme umgestalten und mit Kuppeldächern versehen, doch insgesamt war Médavy zu jener Zeit schon durch seine Eigentümer zugunsten des anderen Familiensitzes, des Schlosses Grancey im Burgund, vernachlässigt. Im 17. Jahrhundert stand das Schloss allerdings auch mit einem Ereignis in Zusammenhang, das weit über die Grenzen der Baronie bekannt wurde: Jacques Sohn François-Bénédict hatte sich in ein junges Mädchen aus der Familie Le Conte de Nonant verliebt, doch die Eltern verweigerten ihre Zustimmung zu einer Heirat. Um sie umzustimmen und ihre Erlaubnis zu erzwingen, entführte François-Bénédict seine Angebetete und ihre Mutter, die Marquise de Nonant, und hielt sie auf Médavy gefangen. Der Vater des Mädchens sammelte daraufhin einige Getreue um sich und wollte das Schloss belagern. Um den Konflikt unblutig beizulegen, sandte der damalige Gouverneur der Normandie, Henri II. d’Orléans-Longueville, einen Vermittler, der den Streit schließlich beilegen konnte. Die beiden Parteien einigten sich darauf, dass Mademoiselle de Nonant vorerst in ein nahe gelegenes Kloster gebracht werden würde, in dem eine Verwandte François-Bénédicts Äbtissin war. Und obwohl sie dort jederzeit den Besuch ihres Verehrers empfangen konnte, kühlte sich die Liebe der beiden schnell ab. Die Hochzeit fand jedenfalls nie statt.

### 18. Jahrhundert
Jacques’ Enkel Jacques Léonor Rouxel, comte de Grancey, trat in die Fußstapfen seines Großvaters und wurde 1724 von Ludwig XV. zum Marschall von Frankreich ernannt. Schon seit 1703 ließ er auf den alten Fundamenten in Médavy ein neues Schloss errichten. Dieses wies aber nicht nur die in jener Zeit üblichen Stilmerkmale des von François Mansart beeinflussten klassizistischen Barocks, sondern auch veraltete Merkmale des Stils Louis-treize auf. Als Andenken an Jacques-Léonors Sieg in der Schlacht von Castiglione (1706) gegen Friedrich von Hessen-Kassel schenkte ihm der König sechs Kanonen, die der Graf in der Schlacht erobert hatte. Zwei davon ließ er in seinem neuen Schloss aufstellen, und sie blieben dort bis zur Französischen Revolution. 1722 stürzte mit dem Sankt-Cornelius-Turm (französisch Tour Saint-Corneille) ein weiterer der drei verbliebenen alten Ecktürme ein. Nach dem Tod des Marschalls im Jahr 1725 führte sein Bruder François noch einige Bauarbeiten bis zu seinem Tod 1728 fort, doch die Baukosten in Médavy sowie jene des Schlosses Grancey hatten die Familie ruiniert. Sie verkaufte Schloss Médavy 1733 für 550.000 Livres an den Herzog Marie-Joseph dʼHostun, der es am 27. Juni 1754 an den reichen Finanzier und Steuerpächter (französisch fermier général) Pierre Thiroux de Monregard (auch Mauregard geschrieben) weiterveräußerte. Erst unter ihm als Schlossherrn kamen Schlossgärten mit einem Labyrinth und einem chinesischen Pavillon hinzu. Außerdem ließ er im Schloss das heutige Treppenhaus gestalten sowie den heutigen Wirtschaftshof und einen großen Taubenturm westlich des Schlosses errichten. Für Thiroux de Monregard wurde die Baronie im Jahr 1769 zur Grafschaft erhoben. Die Arbeiten waren noch nicht abgeschlossen, als 1789 die Französische Revolution ausbrach und der Schlossherr ins Ausland emigrierte. Er starb im Jahr 1792 im Exil in Rastatt. Sein in Frankreich verbliebener Sohn Charles ließ die steinernen Wappendarstellungen am Schloss entfernen, um auf diese Weise die Anlage vor der Beschädigung durch wütende Revolutionäre zu bewahren. Er wohnte aber nicht mehr selbst auf dem Schloss. Dieses wurde 1794 leergeräumt und das Mobiliar verkauft. Anschließend stand es für zehn Jahre leer.

### 19. und 20. Jahrhundert

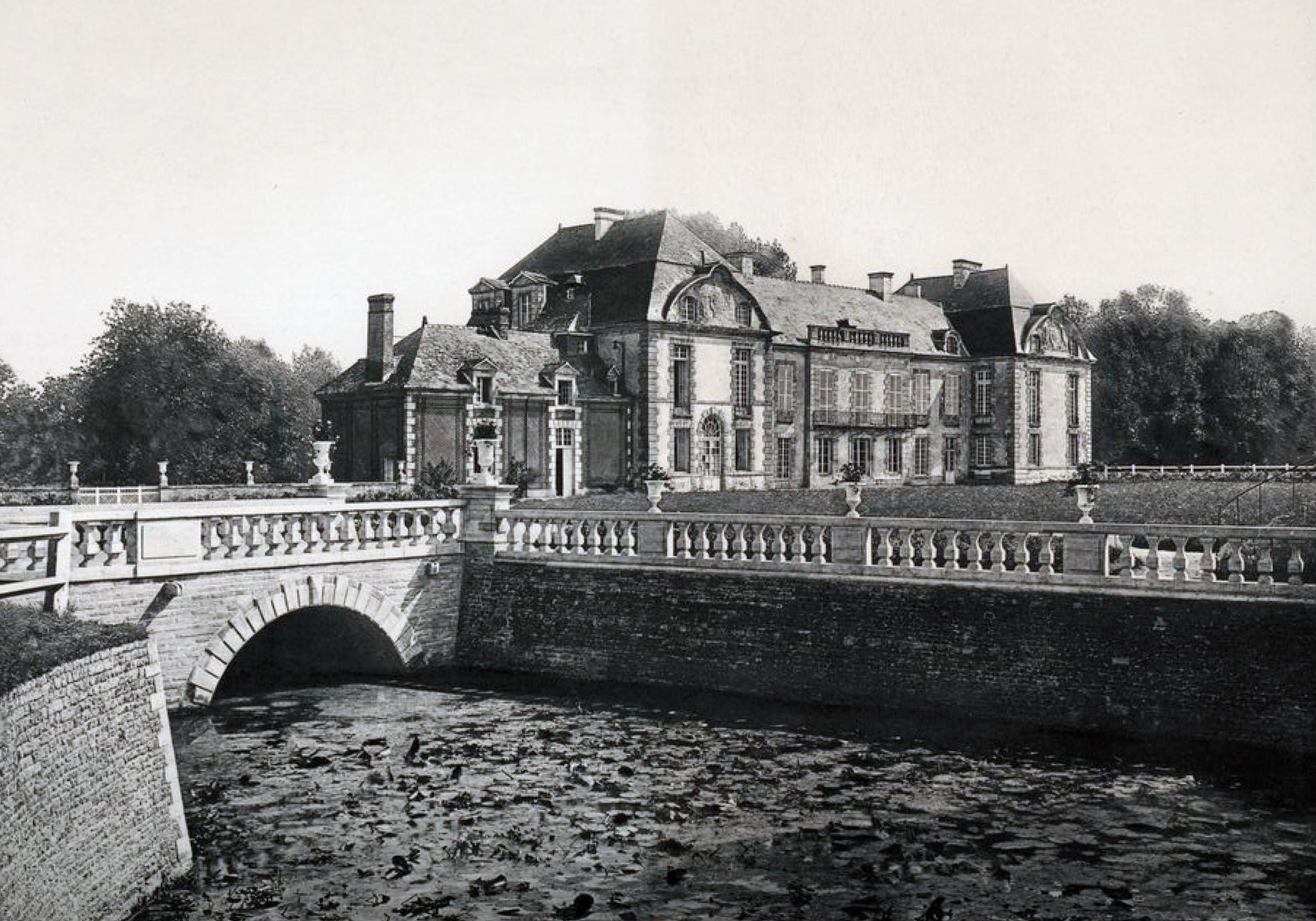
Das Hauptschloss auf einer Fotografie von Henri Magron, Ende des 19. Jahrhunderts

Charles Thiroux de Monregard machte hohe Schulden und musste Schloss Médavy 1812 auf Drängen seiner Gläubiger verkaufen. Bis 1820 blieb es weiter ungenutzt, ehe es in jenem Jahr von Madame Labbey de La Roque erworben wurde. Sie ließ das Schloss instand setzen und bewohnte es bis zu ihrem Tod 1855. Erbe war ihr Neffe François de Tertu, der es bei seinem Tod seiner Tochter und ihrem Mann, dem Grafen Maussion, hinterließ. Die Gräfin ließ das Gebäude 1867 erneut instand setzen. Die genaue bauliche Entwicklung des Schlosses während des 19. Jahrhunderts bleibt indes unklar. Es ist bekannt, dass ein Feuer den nordwestlichen Flügel samt abschließendem Pavillonbau zerstörte. An ihrer Stelle wurde ein kleinerer Trakt als Ersatz errichtet. Als Ergebnis mangelnder baulicher Unterhaltung musste zudem die Pferdeskulpturengruppe auf dem Mittelrisalit des Südost-Flügels entfernt werden. Ihr maroder Stein bröckelte bereits und drohte herabzustürzen. Die Skulptur wurde anschließend durch die heutige Balustrade ersetzt.
Beim Tod der Gräfin Maussion im Jahr 1896 gehörten 325 Hektar Landbesitz zum Schloss. Ihr folgte der Sohn Jean als Schlosseigentümer nach. Seine Erben verkauften die Anlage 1919 an den Finanzier und Industriellen Henri de Peyerimhoff de Fontenelle, Mitglied des Instituts français und Präsident des Comité Central des Houillères de France, einer Lobbygruppe, welche die Interessen der Eigentümer von Kohleminen vertrat. Er wohnte zwar nur zeitweise im Schloss, ließ die Gebäude aber restaurieren und das Schlossarchiv vollständig erschließen. Im Zweiten Weltkrieg blieben die Gebäude während der Landung der Alliierten in der Normandie wundersamerweise unzerstört und dienten im Juli 1944 als Hauptquartier für Colonel Paul de Langlade. Die Erben Henri de Peyerimhoffs ließen das Anwesen nach seinem Tod 1953 in mehreren Teilen versteigern. Das Hauptgebäude der Schlossanlage kam an General Jacques-Pierre-Louis de Grancey, einen direkten Nachfahren des Erbauers, der es als Urlaubsdomizil nutzte. Er sammelte im Schloss Erinnerungsstücke an den Marschall Jacques-Léonor Rouxel de Médavy. Nach dem Tod des Generals 1973 verkaufte seine Witwe das Schloss an Maurice Rey und seine Frau, denen schon seit 1968 der Wirtschaftshof der Anlage gehörte und die dort eine Pferdezucht betrieben. Das Paar unterzog das Hauptgebäude einer umfassenden Restaurierung, bei der die im Laufe der Geschichte mehrmals umgebauten Innenräume wieder in den Originalzustand zurückversetzt wurden. Anschließend öffnete es das Schloss im Sommer 1976 erstmals für Besucher.

### Heutige Nutzung
Maurice Rey starb 2004 an den Folgen eines Reitunfalls, und seine Witwe veräußerte das 133 Hektar große Anwesen noch im selben Jahr an den heutigen Eigentümer, das Ehepaar Charon. Die beiden haben es sich seit 2005 zur Aufgabe gemacht, die noch nicht wieder instand gesetzten Teile zu restaurieren. Die Fassaden und das Dach sind bereits wiederhergestellt.
Die Schlossanlage ist täglich im Juli sowie August und am französischen Tag des offenen Denkmals (französisch Journée du Patrimoine) geöffnet. Der Besuch der Außenanlagen, der Schlosskapelle im Sankt-Johann-Turm (französisch Tour Saint-Jean) und des Taubenturms, in dem afrikanische Kunst zu sehen ist, ist frei. Das Hauptschloss ist heute ein Interieurmuseum, das im Rahmen von geführten Besuchen besichtigt werden kann. Auf Anfrage ist auch ein geführter Besuch des Sankt-Peter-Turms (französisch Tour Saint-Pierre) möglich. Dort zeigt die Schlosseigentümerin zeitgenössische Kunst des 21. Jahrhunderts.

## Beschreibung
Die zweiteilige Schlossanlage besteht aus einem Wirtschaftshof aus dem 18. Jahrhundert und dem östlich davon stehenden Hauptschloss. Der Wirtschaftshof ist eine geschlossene Vierflügelanlage, deren Trakte einen annähernd quadratischen Innenhof umschließen. In der Nähe der Südecke steht ein wuchtiger, runder Taubenturm mit Kegeldach. Die Innenseite seiner Mauer ist mit hunderten von Nistlöchern durchzogen. Ihre Anzahl hängt von der Größe der damaligen Domäne ab: Dem Schlossherrn war ein Nistloch pro 5000 Quadratmetern Landbesitz erlaubt.

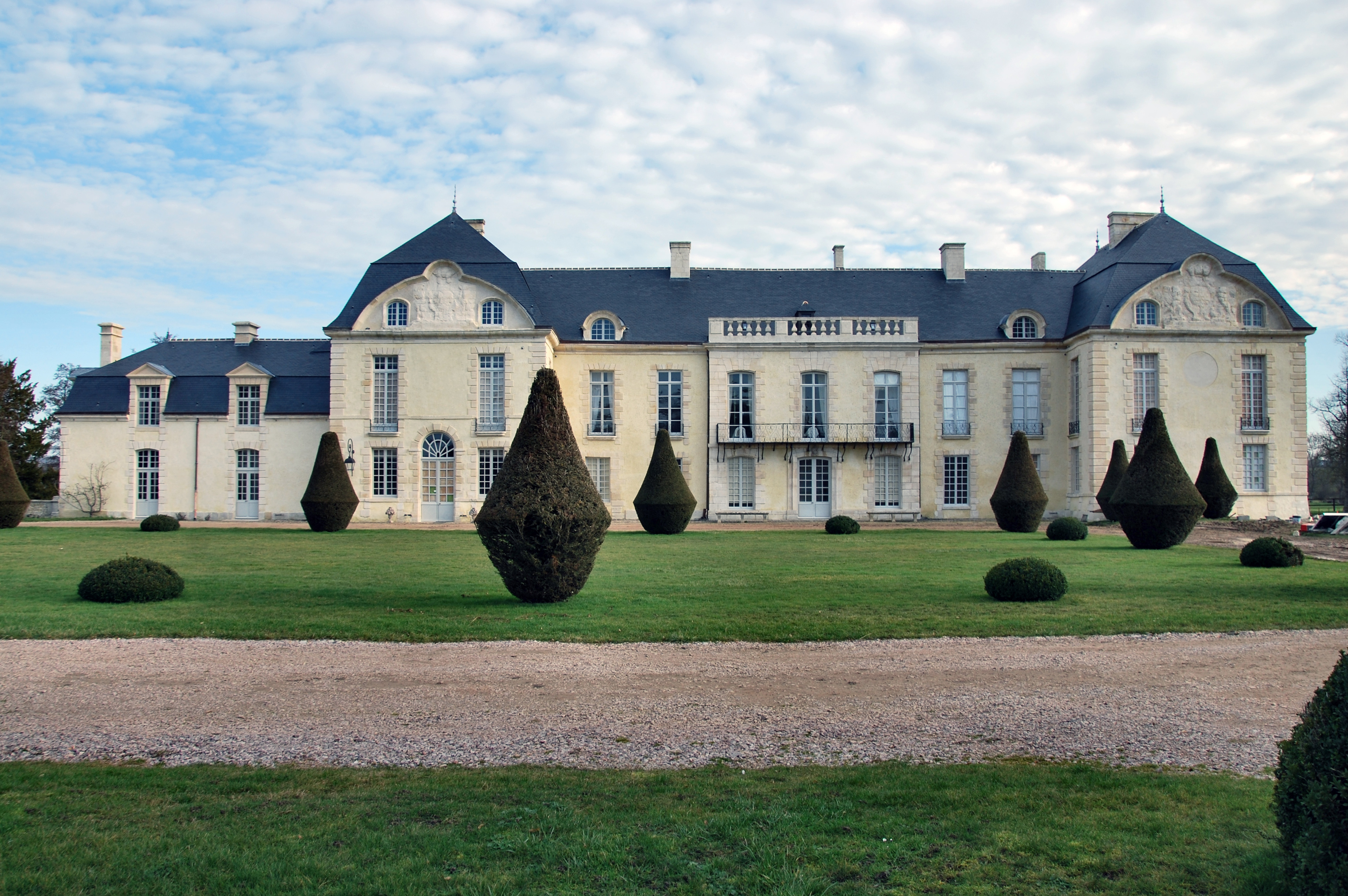
Südwestliche Eingangsfassade des Hauptgebäudes

Der Grundriss des Areals um das Hauptgebäude spiegelt heute noch gut die Form der mittelalterlichen Wehranlage wider: eine leicht trapezförmige Anlage mit vier Rundtürmen an den Ecken, die an drei Seiten von einem durch die Orne gespeisten Wassergaben umgeben und an der Nordseite von dem Fluss selbst begrenzt war. Die beiden südlichen der vier Backsteintürme stehen noch. Sie heißen Sankt-Johann-Turm und Sankt-Peter-Turm. Beide erhielten ihr heutiges Aussehen mit Kuppeldach und bekrönender, offener Laterne im 17. Jahrhundert. Im Obergeschoss des Sankt-Johann-Turms liegt die Schlosskapelle mit einem Holzretabel aus dem 18. Jahrhundert und einigen Statuen aus Terrakotta sowie Holz. In seinem Dachgeschoss ist das Schlossarchiv mit rund 3000 Dokumenten aus dem 12. bis 19. Jahrhundert untergebracht. Der Sankt-Peter-Turm wird heute von den Schlosseigentümern zu Wohnzwecken genutzt. Er kann aber auf Anfrage besichtigt werden. Die einstige Ringmauer der Anlage, welche die Ecktürme miteinander verband, wurde bereits in der ersten Hälfte des 17. Jahrhunderts niedergelegt. An ihrer Stelle steht heute eine niedrige Steinbalustrade, die das Areal umgibt.
Das Hauptschloss besteht aus einem langgestreckten, siebenachsigen Bau, der von zwei Pavillons mit Mansarddächern flankiert wird. Die drei zentralen Achsen liegen in einem Mittelrisalit mit bekrönender Balustrade. Obwohl vom Anfang des 18. Jahrhunderts stammend, zeigt das Gebäude mit den Eckquaderungen und Tür- sowie Fenstereinfassungen aus Hausteinquadern noch Stilelemente des Louis-treize. Dem nordwestlichen Pavillon schließt sich ein kurzer, eingeschossiger Anbau mit zwei Achsen an. Er entstand im 19. Jahrhundert anstelle eines durch Feuer zerstörten zweiten Flügels des Schlosses. Alle Dächer des Gebäudes besitzen eine Schieferdeckung. Der Nordwest-Pavillon steht an jener Stelle, an der sich früher der Bergfried der Vorgängerburg befand. Sein Segmentbogengiebel zeigt – ebenso wie der Giebel des Südost-Pavillons – noch die Reste von Wappendarstellungen, die während der Französischen Revolution abgeschlagen wurden.

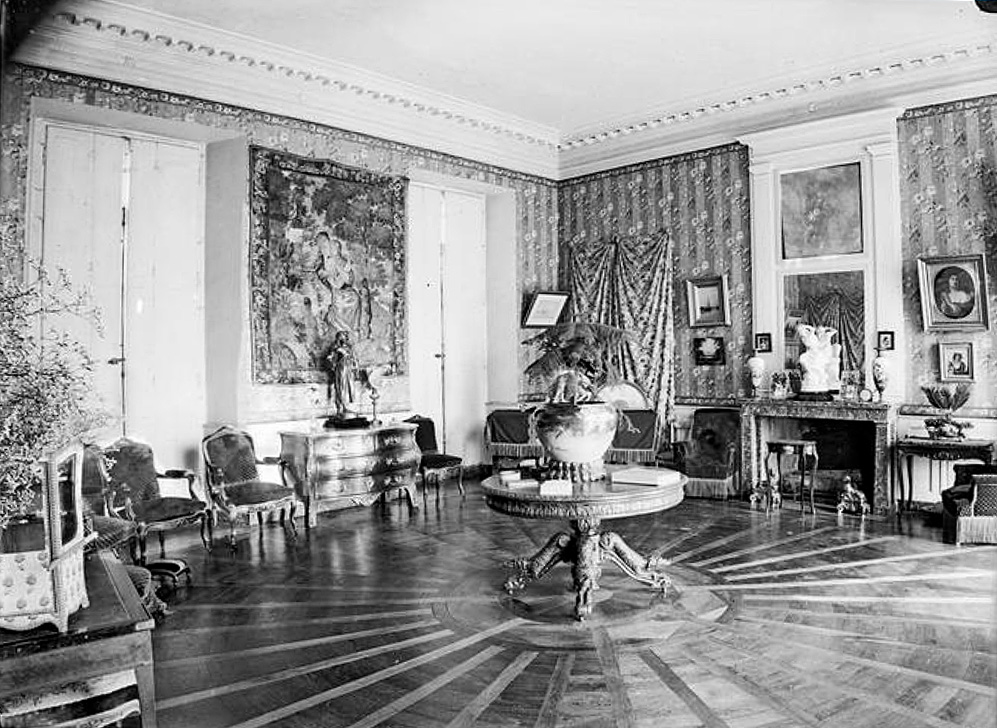
Der große Salon mit seinem strahlenförmigen Parkett auf einer Fotografie von Gustave William Lemaire

Die Innenräume präsentieren sich dem Besucher heute wieder im Zustand des 18. Jahrhunderts. Das große Treppenhaus besitzt ein Deckengemälde, das die Fähigkeiten des Bauherrn, des Marschalls Jacques-Léonor de Médavy, preist. Die Treppe ist mit einem Geländer aus Schmiedeeisen ausgestattet, das jedoch ein moderner Ersatz für den verschwundenen historischen Vorgänger ist. Die Salons sind mit eleganten Möbeln des 18. Jahrhunderts möbliert. An den Wänden hängen zahlreiche Gemälde mit Porträts von Mitgliedern der Eigentümerfamilien, darunter die Gräfin Thiroux de Monregard von Louis-Michel van Loo. Daneben sind Tapisserien und Stundenbücher aus dem 15. und 16. Jahrhundert zu sehen. In drei der Schlossräume wird den Besuchern eine Sammlung von alten Kartenwerken, Atlanten und Globen präsentiert. Die Exponate sind auf eine Leidenschaft des heutigen Schlossherrn zurückzuführen und entstammen dem 16. bis 18. Jahrhundert. Der große Salon des Schlosses besitzt zudem eine Ausstattung, die einzigartig in Frankreich ist: Sein Parkett ist strahlenförmig verlegt und eine Hommage an den Sonnenkönig Ludwig XIV.